# Андреев, Николай Николаевич (математик)
Никола́й Никола́евич Андре́ев (род. 5 февраля 1975, Саратов) — российский математик, популяризатор математики, создатель проекта «Математические этюды».

## Биография
Учился в саратовской школе № 13, которая в последний год его обучения была преобразована в физико-технический лицей № 1. Поступил в МГТУ, затем перевёлся на механико-математический факультет МГУ, по окончании которого поступил в аспирантуру и в 2000 году защитил диссертацию на соискание учёной степени кандидата физико-математических наук.
С 2000 года работает в Математическом институте имени Стеклова, где в настоящее время является заведующим лаборатории популяризации и пропаганды математики.
Николай Андреев создал сайт «Математические этюды», где размещаются научно-популярные рассказы о современных задачах математики и визуализируются разнообразные математические сюжеты; оригинальным путём продолжает работу по популяризации современной математики его предшественников, от Перельмана до Арнольда. За свою работу получил премию Президента Российской Федерации 2010 года в области науки и инноваций для молодых учёных «за высокие результаты в создании инновационных образовательных технологий, популяризации и распространении научных знаний».
В 2017 году награждён Золотой медалью РАН за выдающиеся достижения в области пропаганды научных знаний, в частности, за созданный им сайт «Математические этюды», где размещаются научно-популярные рассказы о современных задачах математики и визуализируются разнообразные математические сюжеты.
В 2022 году награжден Премией Лилавати «за его вклад в искусство математической анимации и математического построения моделей в стиле, который вдохновляет как молодых, так и старых и который математики во всем мире могут адаптировать к своим разнообразным применениям, а также за его неустанные усилия по популяризации подлинной математики среди публики через видео, лекции и выдающуюся книгу».